# Nancy Sinatra
Nancy Sandra Sinatra (ur. 8 czerwca 1940 w Jersey City) – amerykańska piosenkarka wykonująca muzykę z pogranicza popu, rocka i country, a także aktorka.

## Życiorys
Córka piosenkarza Franka Sinatry i Nancy Barbato. Ma dwoje młodszego rodzeństwa: brata Franka Jr. (1944–2016) oraz siostrę Tinę (ur. 1948).
Karierę rozpoczęła w 1957 roku, gdy występowała w programie telewizyjnym swojego ojca. Międzynarodową sławę zyskała w latach 60. XX wieku. W 1966 roku wylansowała swój największy przebój „These Boots Are Made for Walkin’”, do którego teledysku ubrana była w wysokie buty i krótką sukienkę, tworząc tym samym nowy trend w modzie. Inne jej hity to: „Somethin’ Stupid” (nagrany z ojcem), „Summer Wine”, „Sugar Town” oraz cover utworu Cher „Bang Bang (My Baby Shot Me Down)”.
Sinatra zaśpiewała także tytułową piosenkę w filmie Żyje się tylko dwa razy (1967), jednej z części cyklu o przygodach Jamesa Bonda, w którego rolę wcielił się Sean Connery. Ona sama również grała w wielu filmach, m.in. w Wyścigach (1968), u boku Elvisa Presleya.
Była dwukrotnie zamężna, ma dwoje dzieci. W 2006 została uhonorowana gwiazdą w Hollywood Walk of Fame. Nancy Sinatra była inspiracją dla wielu wokalistów, m.in. Lany Del Rey.

## Dyskografia

### Albumy studyjne
- Boots (1966)
- How Does That Grab You? (1966)
- Nancy in London (1966)
- Country, My Way (1967)
- Sugar (1967)
- Nancy & Lee (1968)
- The Sinatra Family Wish You a Merry Christmas (1968)
- Nancy (1969)
- Nancy & Lee Again (1972)
- Woman (1973)
- Mel and Nancy (1981)
- One More Time (1995)
- Sheet Music (1998)
- For My Dad (1998)
- How Does It Feel (1999)
- California Girl (2002)
- Nancy Sinatra (2004)
- Nancy & Lee 3 (2004)
- Shifting Gears (2013)

### Kompilacje
- Nancy's Greatest Hits (1970)
- This Is Nancy Sinatra (1972)
- Boots: Nancy Sinatra's All-Time Hits (1986)
- The Hit Years (1987)
- Fairy Tales and Fantasies: The Best of Nancy and Lee (1989)
- Lightning's Girl: 24 Tracks (1994)
- Walking (1999)
- You Go-Go Girl (1999)
- The Very Best of Nancy Sinatra: 24 Great Songs (2001)
- Something Stupid: Worldwide Hits (2001)
- The Greatest Hits of Nancy Sinatra (2002)
- Lightning's Girl: Greatest Hits 1965–1971 (2002)
- Nancy Sinatra & Friends (2004)
- The Very Best of Nancy Sinatra (2005)
- Bubblegum Girl Vol. 1 (2005)
- Bubblegum Girl Vol. 2 (2005)
- The Essential Nancy Sinatra (2006)
- Ladybird (2006)
- Kid Stuff (2008)
- Cherry Smiles – The Rare Singles (2009)
- Start Walkin' 1965–1976 (2021)
- Keep Walkin': Singles, Demos & Rarities 1965–1978 (2023)

### Ścieżki dźwiękowe
- Movin' with Nancy (1967)

## Filmografia
- For Those Who Think Young (1964)
- Get Yourself a College Girl (1964)
- Marriage on the Rocks (1965)
- Duch w niewidzialnym bikini (1966)
- The Last of the Secret Agents? (1966)
- The Oscar (1966)
- Dzikie anioły (1966)
- Wyścigi (1968)